# فیزیک‌دان

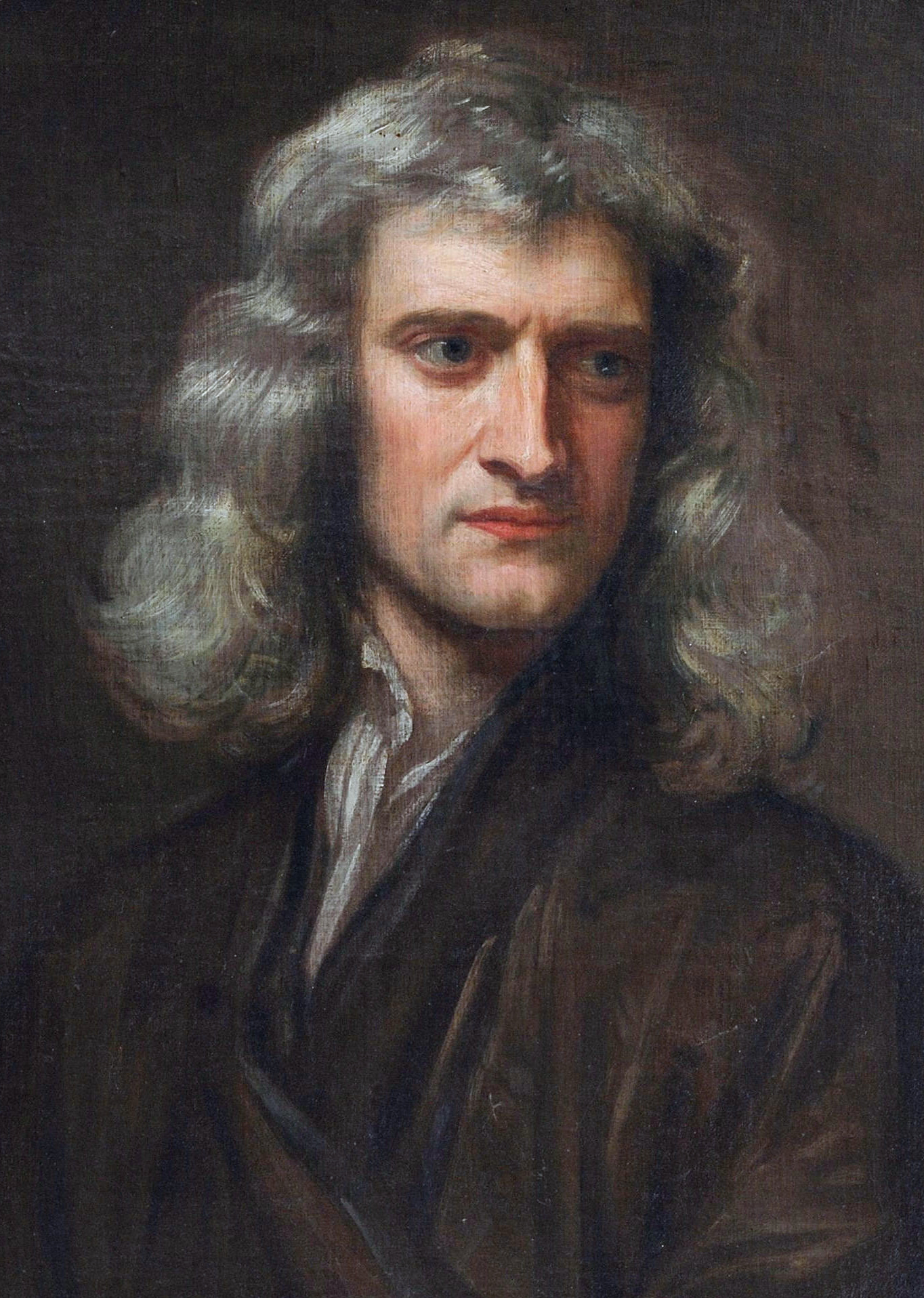
آیزاک نیوتون، شاخص‌ترین چهره در فیزیک کلاسیک

یک فیزیک‌دان یا فیزیک پیشه (به انگلیسی: physicist) دانشمندی است که در زمینه فیزیک پژوهش می‌کند. فیزیک‌دان‌ها پدیده‌های بسیاری را در مقیاس‌های طولی بسیار گسترده بررسی می‌کنند. از ذرات بنیادی که تشکیل دهندهٔ ماده هستند، تا کهکشان‌ها و سراسر جهان هستی مادی به عنوان یک کل، در کیهان‌شناسی. در حالت کلی یک فیزیک‌دان یا فیزیک‌پیشه کسی است که برای درک رفتار طبیعت و پدیده‌های آن به مطالعه، تحقیق، پژوهش و آزمایش می‌پردازد و به فرضیه و نظریه می‌رسد.

## آموزش

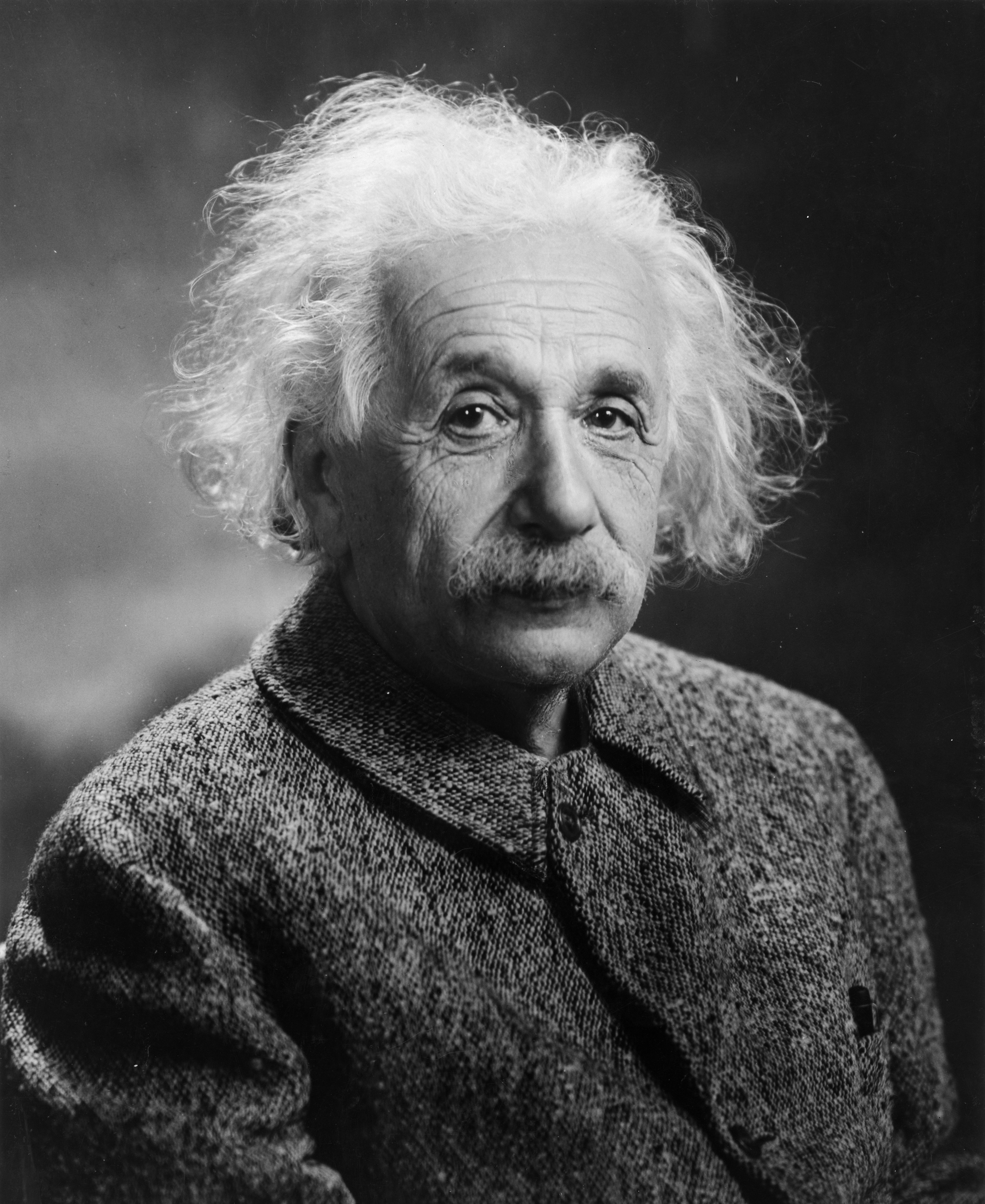
آلبرت اینشتین، واضع نظریه‌های نسبیت عام و نسبیت خاص و از تأثیرگذارترین دانشمندان در طول تاریخ؛ وی توسط مجله تایم به عنوان اثرگذارترین فرد قرن بیستم شناخته شد.

بیشتر مطالب ارائه شده در دوره کارشناسی فیزیک مربوط به دستاوردهای حدود یک قرن قبل و پیش از آن در فیزیک هستند. نظریه انتشار نور ابن هیثم در حدود قرن یازدهم میلادی ارائه شد، قوانین حرکت نیوتن و قانون جهانی گرانش نیوتون در قرن هفدهم، الکترومغناطیس در قرن نوزدهم و نسبیت خاص و مکانیک کوانتومی در ابتدای قرن بیستم مطرح گردیدند. برنامه آموزش کارشناسی فیزیک معمولاً شامل این درس‌ها می‌شود: مکانیک کلاسیک، الکترومغناطیس، شیمی عمومی، دما پویایی، موج و نورشناسی، نسبیت خاص، فیزیک جدید، مکانیک کوانتوم، فیزیک حالت جامد، کیهان‌شناسی و اخیراً فیزیک ذرات بنیادی. همچنین دانش جویان فیزیک، درس‌های ریاضی بسیاری را در زمینه آنالیز ریاضی و جبر خطی فرا می‌گیرند و مهارت‌های زیادی نیز در برنامه‌نویسی و فیزیک محاسباتی کسب می‌کنند.
بیشتر دانسته‌های لازم برای پژوهش، در دورهٔ دکترا و کارشناسی ارشد فرا گرفته می‌شوند. در این مقاطع، دانشجویان وارد زمینه‌های تخصصی‌تر فیزیک می‌شوند.

## اشتغال

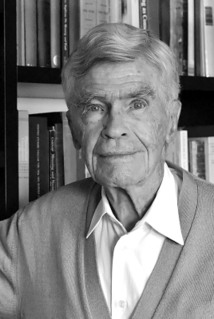
ماریو بونگه فیلسوف و فیزیک‌دان اهل آرژانتین

دانشگاه‌ها، آزمایشگاه‌های دولتی و صنایع خصوصی بزرگ‌ترین استخدام‌کنندگان فیزیکدان‌ها هستند. به دلیل گستردگی آموخته‌های دانشجویان فیزیک، بسیاری از آن‌ها توانایی‌های لازم برای فعالیت معمولاً با موفقیت در زمینه‌های دیگر را، به خصوص در مهندسی، اقتصاد و علوم مالی و رایانش دارا هستند.

## جایزه‌ها
هر سال جوایز بسیاری توسط سازمان‌ها و موسسه‌های گوناگون به دستاوردهای برجسته در زمینه‌های مختلف فیزیک، اهدا می‌شوند. معتبرترین جایزه در رشتهٔ فیزیک، جایزهٔ نوبل است که از سال ۱۹۰۱ توسط آکادمی سلطنتی علوم سوئد داده می‌شود.

## برخی فیزیکدان‌های مشهور

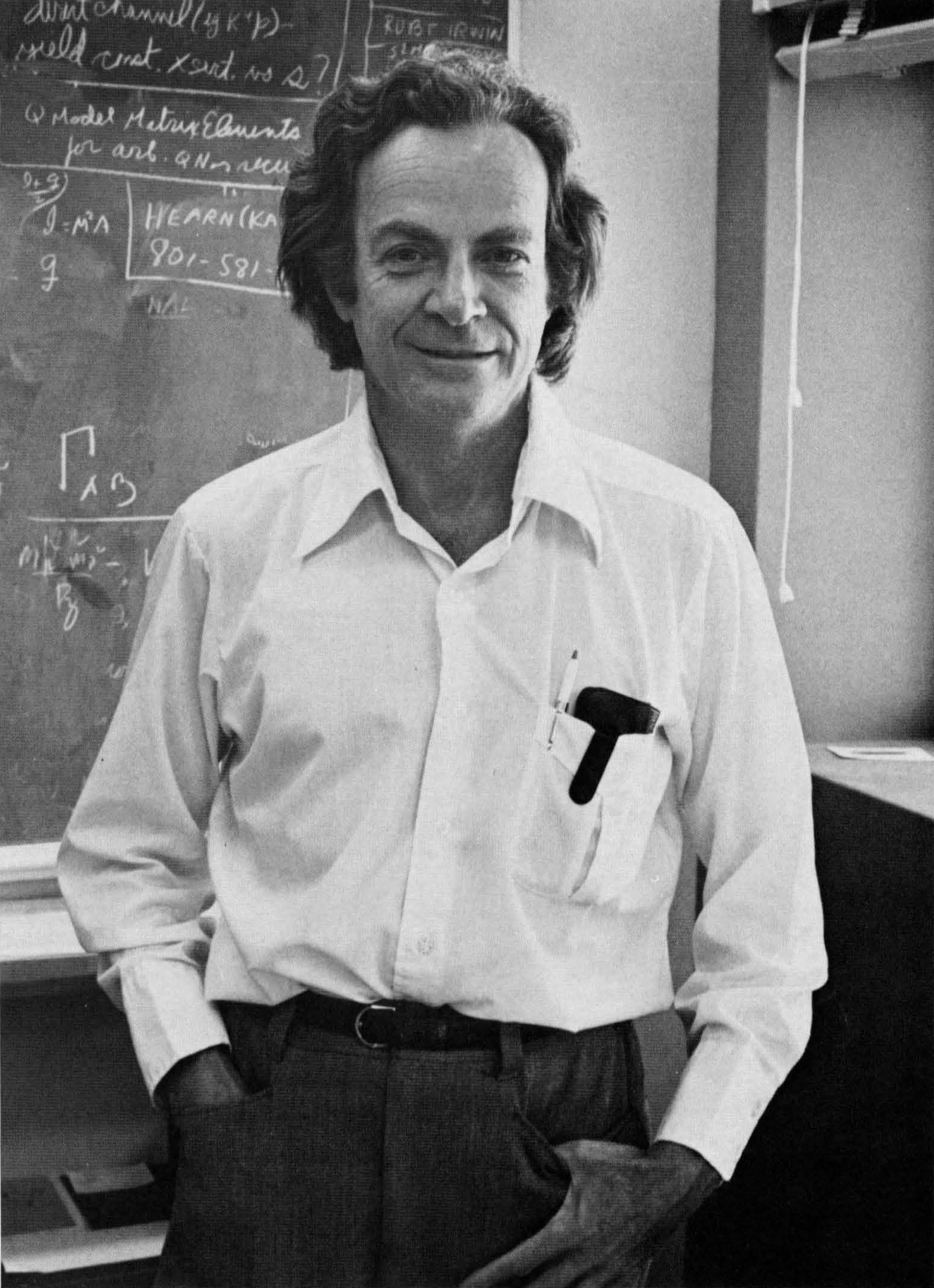
ریچارد فاینمن

از فیزیکدان‌های نامدار می‌توان به نیوتون، اینشتین، ارشمیدس، خوارزمی، ابن هیثم، کوپرنیک، کپلر، گالیله، رادرفورد، ماکس پلانک، ماری کوری، شرودینگر، فارادی، فرمی، پائولی، آمپر، کارنو، ماکسول، هایزنبرگ، هرتز، فاینمن، هاوکینگ، اوپنهایمر، هوک، تسلا، پاسکال، برنولی، بور و دیراک و بولتزمان و پوانکاره اشاره کرد.